# Aino (toneelstuk)
Aino is een toneelstuk in vier akten van Alvilde Prydz.
Voor de eerste en een aantal daaropvolgende uitvoeringen in Oslo in 1901 met Hans Wiers-Jenssen schreef Johan Halvorsen een begrafenismars. Het bestaat uit een aantal maten muziek voor trompet, hoorn, twee trombones en bastrombone. Het geheel paste op vier A4'tjes en bleef alleen in manuscriptvorm bewaard.